# Уилям Слейтър Браун
Уилям Слейтър Браун (13 ноември 1896 – 22 юни 1997) е американски романист, биограф и преводач на френска литература. Също така, той е популярен като приятел на поета Е. Е. Къмингс и е най-известен като героя „Б“. в мемоарите/романа на Къминг от 1922 г. Огромната стая.
Неговите книги, публикувани под името Слейтър Браун, включват романа Горящото колело (The Burning Wheel) (1943); Итън Алън и детската биография Момчетата от Зелената планина (1956); и Разцветът на спиритуализма (1970), изследване на интереса от 19-ти век към парапсихологията и окултизма.

## Ранен живот
Браун е роден в семейството на лекаря Фредерик Огъстъс Браун и Катрин Слейтър в град Уебстър, Масачузетс. Неговият прапрадядо, бизнесменът Самюъл Слейтър, е главният основател на Уебстър и му се приписва началото на индустриалната революция в Съединените щати с откриването на текстилна фабрика в Потъкет, Роуд Айлънд през 1790 г. Придобитото семейно богатство се изпарява поради поредица от нещастия и Браун и по-малките му братя и сестри, Фриц, Джойс и Кити, израстват относително в бедност. От 16-годишна възраст, докато живее с братовчеди в Бостън, непокорният Браун възприема житейска и световна философия, противоречащи на тази на родителите му, и предприема процес на самооткриване, което го води до неуспешно записване в Колумбийското училище по журналистика.

## Първа световна война
В началото на 1917 г. Браун доброволно иска да служи в Американския моторизиран отряд за първа помощ Нортън-Харджес. По пътя за Франция на борда на SS La Touraine той среща E. E. Къмингс. Поради организационно объркване, двамата прекарват пет седмици заедно в Париж преди да бъдат бъдат разпределени на линейка и през това време стават близки приятели.
През септември 1917 г. Браун и Къмингс са арестувани по подозрение в шпионаж и са затворени в лагера за задържане Ла Ферте-Масе в Орн, Нормандия. Къмингс е освободен през декември 1917 г. след намесата на баща му; Браун обаче е преместен в затвор в Пресине. Той остава там още три месеца, след което отплава за Ню Йорк, където се събира отново с Къмингс.

## Късен живот
По-късно Браун става част от бохемския кръг от художници и писатели в Гринуич Вилидж, Ню Йорк, като допринася със статии и рецензии в списания и вестници като Новите маси (The New Masses) и Циферблатът (The Dial). Тези години бележат неговата борба с алкохолизма, който той най-накрая преодолява през 1947 г.
През това време той се жени за Сюзън Дженкинс, която е част от групата на Провинциалните играчи (Provincetown Players), и имат син – Гуайлим Слейтър Браун (1928 – 1974). Дъщеря му Рейчъл Браун е от връзката му с Естер Розенберг през 1936 г. През 1957 г. се жени за Мери Джеймс (която умира през 1987 г.), внучка на Робъртсън Джеймс и правнучка на Хенри Джеймс. Те живеят в Рокпорт, Масачузетс. Уилям Слейтър Браун умира на 100 годишна възраст през 1997 г.